# Jerzy Sikora (poeta)
Jerzy Sikora (ur. 26 maja 1959 w Rajgrodzie) – polski poeta, krytyk literacki, literaturoznawca, homileta, ksiądz rzymskokatolicki.

## Życiorys
Autor dziewięciu książek poetyckich, książki prozatorskiej, publikacji w wydawnictwach zbiorowych i czasopismach, m.in. w Akcencie, Dzienniku Polskim (Londyn), Frazie, Kresach, Ładzie, Nowym Dzienniku (Nowy Jork), Nowych Książkach, Poezji, Słowie, Twórczości, Tygodniku Kulturalnym, Więzi. Zredagował m.in. następujące publikacje książkowe: Jan Paweł II w diecezji ełckiej (1999), Poezje ks. Michała Piaszczyńskiego (2000); Literatura – religia – polskość. Księga jubileuszowa dedykowana prof. dr. hab. Krzysztofowi Dybciakowi w 65. rocznicę urodzin (współredaktorzy: K. Koehler i W. Kudyba) (2015), Wielka księga narwiańska, wstęp: H. Samsonowicz (2015).
Magister teologii ogólnej na ATK (Studium homiletyczne listów pasterskich bpa Stanisława Kostki Łukomskiego, 1986), magister filologii polskiej na KUL (Młoda poezja polska 1975-1985 wobec spraw ostatecznych, 1990), licencjat teologii pastoralnej na KUL (1989), doktor nauk humanistycznych w zakresie literaturoznawstwa (KUL, 1999, na podstawie rozprawy Londyńska grupa literacka „Merkuriusza” i „Kontynentów”), doktor habilitowany nauk humanistycznych w zakresie literaturoznawstwa (UMK, 2014, na podstawie dorobku naukowego i rozprawy habilitacyjnej Twórczość kaznodziejska ks. Józefa Tischnera. Studium literacko-homiletyczne). Od 2000 zatrudniony w Katedrze Literatury XX Wieku w Instytucie Filologii Polskiej Uniwersytetu Kardynała Stefana Wyszyńskiego w Warszawie, od 2014 jako profesor nadzwyczajny. W latach 2000–2006 prowadził zajęcia zlecone w Katedrze Homiletyki KUL.
Główny obszar zainteresowań i badań naukowych to relacje między literaturą piękną a kaznodziejstwem oraz współczesna literatura polska – zwłaszcza literatura emigracyjna. Autor trzech monografii naukowych: Londyńska grupa literacka "Merkuriusza" i "Kontynentów" (2000), Od Słowa do słowa. Literackość współczesnych kazań (2008), Twórczość kaznodziejska ks. Józefa Tischnera. Studium literacko-homiletyczne (2012). Systematycznie publikuje teksty naukowe i popularnonaukowe w wydawnictwach zbiorowych i czasopismach oraz realizuje projekty badawcze. Uczestniczy w konferencjach i sympozjach naukowych.
Członek Stowarzyszenia Pisarzy Polskich (od 1994), Stowarzyszenia Homiletów Polskich, Stowarzyszenia Prasoznawczego „Stopka”, redaktor naczelny miesięcznika diecezji ełckiej „Martyria” (od 1998 do 2016), wcześniej zastępca redaktora naczelnego (1993-1996) i redaktor naczelny (1996-1997) tygodnika diecezji łomżyńskiej „Głos Katolicki” oraz w latach 1993-1997 redaktor naczelny „Łomżyńskich Wiadomości Diecezjalnych”. Korespondent Katolickiej Agencji Informacyjnej, a także diecezjalny duszpasterz środowisk twórczych. W latach 1987–1993 dla Sekcji Polskiej Radia BBC w Londynie (początkowo pod pseudonimem Łukasz Młodziński) przygotowywał audycje do programu „Wiara i świat współczesny”. W latach 1995–2001 współorganizator, z Miejską Biblioteką Publiczną w Łomży, Łomżyńskiego Czerwca Literackiego, natomiast od 2000 roku w diecezji ełckiej organizator corocznych diecezjalnych spotkań środowisk twórczych (m.in. z udziałem Krzysztofa Zanussiego, Jerzego Zelnika, Olgierda Łukaszewicza, Wojciecha Malajkata).

## Publikacje książkowe
Książki poetyckie
- Kamienowanie płatka róży (1986)
- Krzyki, rozdarcia, pęknięcia (1988)
- Ciemne drzewo (1988)
- Szukam błękitu (1991)
- Zrywanie dekoracji (1993)
- Jestem złodziejem światła (1995)
- Demony mieszkają w nas. Wiersze wybrane (2001)
- Chińska porcelana. Wiersze wybrane (2016)
- Deszczowe lato (2017)

Książki prozatorskie
- Pęknięte lustro. Małe prozy (2003)

Książki naukowe
- Londyńska grupa literacka "Merkuriusza" i "Kontynentów" (2000)
- Od Słowa do słowa. Literackość współczesnych kazań (2008)
- Twórczość kaznodziejska ks. Józefa Tischnera. Studium literacko-homiletyczne (2012)

## Nagrody
- Nagroda Brata Alberta (1991)
- Nagroda Literacka im. Józefa Czechowicza (1996)
- Nagroda i Medal Zygmunta Glogera (2001)
- Odznaka honorowa „Zasłużony dla Kultury Polskiej” (2006)